# David Hawksworth
David Hawksworth (1946) is een Britse mycoloog. 
Tussen 1983 en 1997 was hij directeur van het International Mycological Institute. Hij diende als voorzitter van de British Lichen Society (1986-1987), de British Mycological Society (1990) en de International Union of Biological Sciences (1994-1997). Hij is erevoorzitter van de International Mycological Association. Tussen 1996 en 1999 was hij lid van de Council of English Nature.
Hawksworth is hoogleraar in de biowetenschappen aan de University of Gloucestershire. Hij is tevens onderzoekshoogleraar aan de Complutense Universiteit van Madrid. Ook is hij onderzoeksmedewerker bij het Natural History Museum in Londen. Hij is gespecialiseerd in de diversiteit, systematiek en ecologie van schimmels, vooral van degene die behoren tot van korstmossen. Hij heeft schalen ontwikkeld voor de bio-indicatie (met behulp van korstmossen) van luchtverontreiniging met zwaveldioxide. Ook houdt hij zich bezig met moleculaire fylogenie van schimmels. Voor de Organization for the Phyto-Taxonomic Investigation of the Mediterranean Area (OPTIMA) houdt hij zich bezig met schimmels in het Middellands Zeegebied. 
In 1978 was Hawksworth de eerste ontvanger van de Bicentenary Medal, een onderscheiding die de Linnean Society of London dat jaar instelde voor een bioloog die jonger is dan veertig jaar vanwege uitmuntende prestaties. In 1993 maakte de Mycological Society of America hem tot erelid. In 1996 benoemde de Britse koningin hem tot Commandeur in de Orde van het Britse Rijk vanwege zijn verdiensten voor de wetenschap. In 2002 kreeg hij de Acharius Medal van de International Association for Lichenology vanwege zijn verdiensten voor de lichenologie. 
Hawksworth is de hoofdredacteur van het wetenschappelijke tijdschrift Biodiversity and Conservation. Hij is (mede)auteur van meer dan vijfhonderd wetenschappelijke artikelen en is (mede)auteur en redacteur van vijfenvijftig boeken, waaronder edities van het standaardwerk Dictionary of the Fungi. Samen met Irwin Brodo schreef hij Alectoria and Allied Genera in North America (1977). Hawksworth draagt tevens bij aan de gegevens in de Index Fungorum. Hij heeft meer dan achthonderd botanische namen gepubliceerd. 